# OAO (人工衛星)

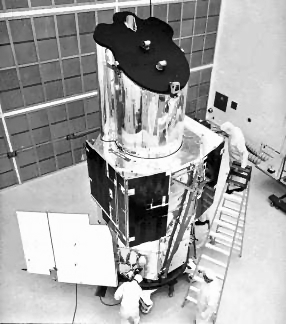
OAO3号（クリーンルーム内）

OAO（Orbiting Astronomical Observatory、訳: 軌道上天文台）は1966年から1972年に打ち上げられたNASAの宇宙望遠鏡シリーズ。宇宙空間からの天体観測の有意性を立証し、後のハッブル宇宙望遠鏡につながった。

## OAO1号
OAO1号（OAO-1）は1966年4月8日に打ち上げられ、紫外線とX線、ガンマ線放射を検知する機器を搭載していた。打ち上げは成功だったが、これらの機器を作動させる前に電源系に故障が生じ、3日後ミッションは終了した。

## OAO2号
OAO2号（OAO-2）は1968年12月7日に打ち上げられ、11の紫外線望遠鏡を搭載していた。1973年1月まで観測を続けることに成功し、多くの重要な天文学的発見に貢献した。例を挙げると、彗星が巨大な水素のハロ（halo）に覆われていることの発見、可視光量が減少している間に紫外線量が頻繁に増加している新星の観測、などである。

## OAO-B
OAO-Bは38インチの紫外線望遠鏡を搭載し、これまでの観測よりもかすかな天体のスペクトルを提供するはずであった。しかし1970年11月3日の打ち上げで、ロケットが衛星との分離に失敗し人工衛星は大気圏再突入した。

## OAO3号（コペルニクス）
OAO3号（OAO-3）は1972年8月21日に打ち上げられた。NASAとイギリスの科学技術研究協議会（Science and Engineering Research Council）の協力の下、ユニヴァーシティ・カレッジ・ロンドン作製のX線感知器とプリンストン大学作製の紫外線望遠鏡を搭載していた。打ち上げ成功後、ニコラウス・コペルニクスの生誕500年を記念してコペルニクス（Copernicus ）と名づけられた。
コペルニクスは1981年2月まで運用され、数百の星の高解像度スペクトルと広域X線観測データをもたらした。コペルニクスによって発見された重要なものには、いくつかの長周期パルサーの発見がある。